# Энергетическая машина
Энергетическая машина — устройство, предназначенное для преобразования энергии из одного вида в другой. Энергетические машины бывают двух разновидностей.
- Двигатели — преобразуют любой вид энергии в механическую (электродвигатели, двигатели внутреннего сгорания, паровые машины, гидротурбины);
- Генераторы — преобразуют механическую энергию в энергию другого вида (электрогенераторы, поршневые компрессоры, механизмы насосов).

Во всех реальных энергетических машинах, кроме преобразований энергии, для которых применяют эти машины, происходят превращения энергии, которые называют потерями энергии. Степень совершенства энергетической машины характеризует её коэффициент полезного действия. Он равен отношению полезно используемой энергии к энергии, подводимой к данной машине.
Энергетические машины широко применяются в промышленности, сельском хозяйстве, транспорте, строительстве, быту. Например, на автотранспорте используют двигатель внутреннего сгорания, служащий для вращения колес и электрогенератор, приводимый в движение коленчатым валом двигателя и служащий для питания всех электрических устройств и заряда аккумуляторной батареи. В тепловозах с электрической передачей двигатель внутреннего сгорания осуществляет привод электрогенератора, а вырабатываемая им электроэнергия служит для питания электродвигателей, вращающих колёса тепловоза.